# Matthews Arena
Matthews Arena (auparavant le Boston Arena) est une salle omnisports située à Boston dans le Massachusetts. Il est l'un des plus anciens arénas opérationnels des États-Unis. Il était le domicile temporaire des Bruins de Boston de la Ligue nationale de hockey en attendant l'ouverture du légendaire Boston Garden.

## Événements
- Beanpot
- Frozen Four, 17 au 19 mars 1960

## Galerie

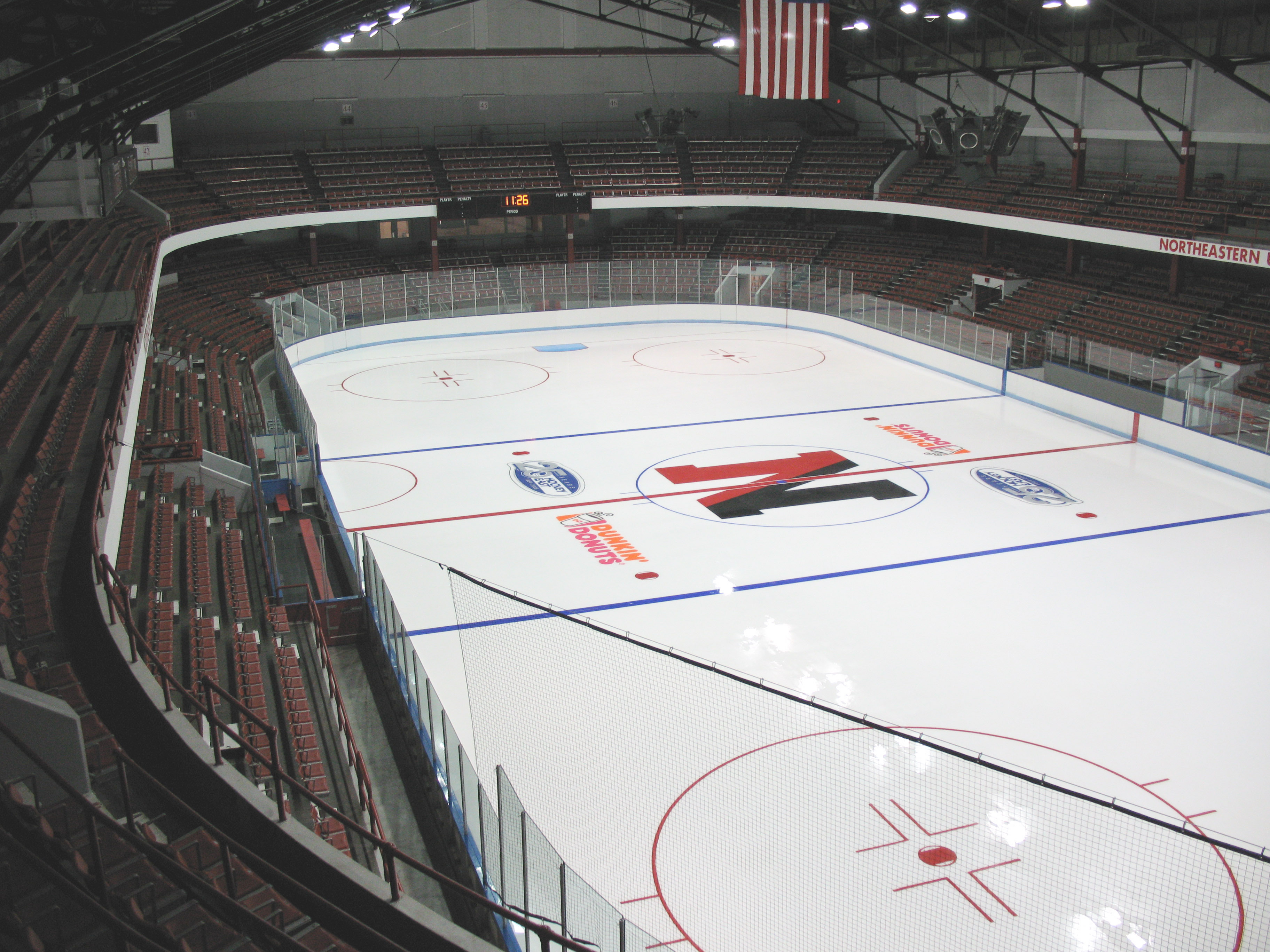
Patinoire